# Chevalement du puits no 8 de la fosse no 8 - 8 bis des mines de Dourges
Le chevalement de la fosse no 8 - 8 bis des mines de Dourges est réinstallé en 1961 sur ce charbonnage du bassin minier du Nord-Pas-de-Calais. La fosse appartient alors au Groupe d'Oignies. Il équipait depuis 1946 le puits no 3 ter de la fosse no 3 - 3 bis - 3 ter de la Compagnie des mines de Marles, faisant alors partie du Groupe d'Auchel depuis la récente nationalisation.
Ayant échappé de peu à la démolition, il est rénové et finalement inscrit aux monuments historiques le 25 novembre 2009 et au patrimoine mondial par l'Unesco le 30 juin 2012.

## Histoire

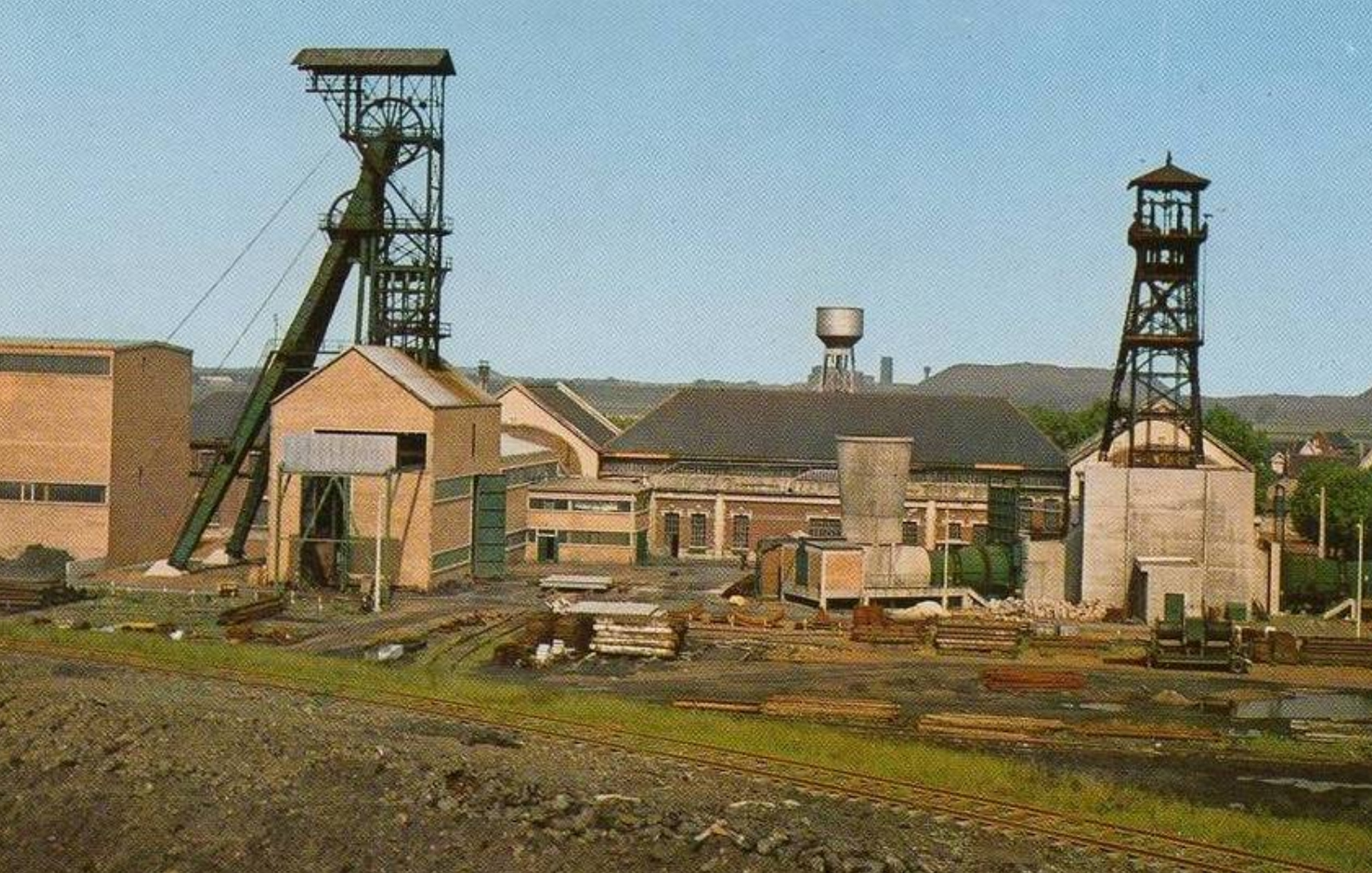
La fosse no 8 - 8 bis en activité.

Le chevalement est d’abord édifié sur le puits no 3 ter de la fosse no 3 - 3 bis - 3 ter de la Compagnie des mines de Marles qui est ouvert en 1946, alors qu'il avait été commencé en 1922. En 1961, il est démonté puis reconstruit sur le puits no 8 de la fosse no 8 - 8 bis construite par l'ancienne Compagnie des mines de Dourges, intégré au Groupe d'Oignies à la nationalisation. Le chevalement est alors utilisé pour la descente du personnel jusqu'à la fermeture de la fosse en 1973.

## Conservation
Le chevalement échappe à la démolition et il est inscrit aux monuments historiques le 25 novembre 2009. Il fait partie des 353 éléments répartis sur 109 sites qui ont été inscrits le 30 juin 2012 sur la liste du patrimoine mondial par l'Unesco. Il constitue le site no 43.

## Architecture
Le chevalement est de type avant-carré porteur, il est constitué de poutrelles à âme pleine et possède un toit à deux pans.